# Higashi-Hie (metropolitana di Fukuoka)
Higashi-Hie (東比恵駅?, Higashi-Hie-eki) è una stazione della metropolitana di Fukuoka che si trova a Hakata. La stazione è servita dalla linea Kūkō.

## Struttura
La stazione è dotata di un marciapiede a isola con due binari passanti sotterranei.
| 1 | Linea Kūkō | per Aeroporto di Fukuoka                      |
| 2 | Linea Kūkō | per Hakata, Tenjin, Meinohama e Nishi-Karatsu |

## Statistiche di utilizzo
In median, nell'anno 2015 ogni giorno gli utenti sono stati 9.781 persone.。
Di seguito la tabella sul traffico passeggeri degli ultimi anni:
| Anno | Media giornaliera |
| ---- | ----------------- |
| 2001 | 6,411             |
| 2002 | 6,254             |
| 2003 | 6,369             |
| 2004 | 6,348             |
| 2005 | 6,316             |
| 2006 | 6,873             |
| 2007 | 7,316             |
| 2008 | 7,629             |
| 2009 | 8,177             |
| 2010 | 8,267             |
| 2011 | 8,647             |
| 2012 | 8,827             |
| 2013 | 9,231             |
| 2014 | 9,533             |
| 2015 | 9,781             |

## Stazioni adiacenti
| «          | Servizio   | »          |
| Linea Kūkō | Linea Kūkō | Linea Kūkō |
| ---------- | ---------- | ---------- |
| Hakata     | -          | Aeroporto  |